# Russell Hall
Russell Gordon Hall (Plattsville, 20 febbraio 1890 – 1956) è stato un giocatore di curling canadese.

## Biografia
Partecipò ai III Giochi olimpici invernali edizione disputata a Lake Placid (Stati Uniti d'America) nel 1932, riuscendo ad ottenere la seconda posizione nella squadra canadese con i connazionali Archie Lockhart, Frank McDonald e Harvey Sims, partecipando per Ontario.
Nell'edizione le altre due nazionali canadesi si classificarono prima e terza. La competizione ebbe lo status di sport dimostrativo